# Miloš Pantović
Miloš Pantović (ur. 7 lipca 1996 w Monachium) – serbski piłkarz niemieckiego pochodzenia występujący na pozycji pomocnika w niemieckim klubie VfL Bochum. Wychowanek Bayernu Monachium. Młodzieżowy reprezentant Serbii.